# John Davis (sollevatore)
John Henry Davis (Smithtown, 12 gennaio 1921 – Albuquerque, 13 luglio 1984) è stato un sollevatore statunitense.

## Palmarès

### Giochi olimpici
- Oro a Londra 1948 nei pesi massimi (+82,5 kg).
- Oro a Helsinki 1952 nei pesi massimi (+90 kg).

### Mondiali
- Oro a Vienna 1938 nei pesi massimi.
- Oro a Parigi 1946 nei pesi massimi.
- Oro a Filadelfia 1947 nei pesi massimi.
- Oro a Scheveningen 1949 nei pesi massimi.
- Oro a Parigi 1950 nei pesi massimi.
- Oro a Milano 1951 nei pesi massimi.
- Argento a Stoccolma 1953 nei pesi massimi.

### Giochi panamericani
- Oro a Buenos Aires 1951 nei pesi massimi.